# Paperdoll
Paperdoll es el primer EP de Kittie, una banda canadiense de heavy metal de London. Fue lanzado en 2000.

## Lista de canciones
| N.º | Título                                                          | Duración |  |
| 1.  | «Paperdoll» (Remix)                                             | 3:08     |  |
| 2.  | «Spit» (en directo desde Hultsfred Festival, Suecia)            | 2:42     |  |
| 3.  | «Brackish» (en directo desde Hultsfred Festival, Suecia)        | 2:55     |  |
| 4.  | «Suck» (en directo desde Hultsfred Festival, Suecia)            | 3:19     |  |
| 5.  | «Do You Think...» (en directo desde Hultsfred Festival, Suecia) | 2:21     |  |
| 6.  | «Raven» (en directo desde Hultsfred Festival, Suecia)           | 4:00     |  |